# L'Étrange Histoire d'Hubert
Pour les articles homonymes, voir D'Hubert.
Pour plus de détails, voir Fiche technique et Distribution.
L'Étrange Histoire d'Hubert (Rat) est une comédie irlando-britannico-américaine, réalisé par Steve Barron, sorti en 2000.

## Synopsis
Hubert Flynn vit à Dublin, avec son épouse, Conchita. Il traîne les bars, dépensant le peu de revenus de la famille en bières, paris et jeux de cartes. Si cela ne suffisait pas, il délaisse de plus totalement sa famille. Un soir, après son habituel passage au pub, Hubert rentre chez lui et se transforme en… rat…

## Fiche technique
- Titre : L'Étrange Histoire d'Hubert
- Titre original : Rat
- Réalisation : Steve Barron
- Scénario : Wesley Burrowes (en)
- Production : Steve Barron, Alison Owen, Stephanie Allain (en), Brian Henson, Stewart Till (en), The Jim Henson Company, Universal Pictures
- Musique : Pete Briquette (en), Bob Geldof
- Photographie : Brendan Galvin
- Montage : David Yardley
- Direction artistique : Mark Geraghty, Conor Devlin
- Décors : Johnny Byrne
- Costumes : Siobhan Barron
- Pays d'origine :  Irlande /  Royaume-Uni /  États-Unis
- Langue : anglais
- Genre : Comédie dramatique et fantastique
- Durée : 88 minutes
- Dates de sortie :
  -  Irlande : 6 octobre 2000
  -  Royaume-Uni : avril 2001
  -  États-Unis : 27 avril 2001

## Distribution
- Imelda Staunton : Conchita Flynn
- Frank Kelly : Oncle Matt
- David Wilmot (en) : Phelim Spratt
- Pete Postlethwaite : Hubert Flynn
- Ed Byrne : Rudolph
- Geoffrey Palmer : le docteur
- Kerry Condon : Marietta Flynn
- Peter Caffrey : Mick le Barman

## Distinctions

### Nominations
- Saturn Award :
  - Nommé au Saturn Award de la meilleure édition DVD 2002
- Irish Film and Television Awards :
  - Nommé au meilleur scénario et à la meilleure actrice (Imelda Staunton)